# Nephodia xanthosema
Nephodia xanthosema är en fjärilsart som beskrevs av Paul Dognin 1914. Nephodia xanthosema ingår i släktet Nephodia och familjen mätare. Inga underarter finns listade i Catalogue of Life.